# Magma (альбом)
Magma — це шостий студійний альбом французького гурту Gojira, що виконує музику в стилі метал. Альбом вийшов 17 червня 2016 під лейблом Roadrunner Records. Його записали на студії гурту в Нью-Йорку, а спродюсував його Джо Дюплантьє, мікшував Йоганн Майєр, і мастерингом зайнявся Тед Дженсен. Вже за перший тиждень після виходу було продано майже 17 000 екземплярів альбому в США, і він зайняв 24 місце в чарті Billboard 200, що зробило дебют альбому найбільш успішним як за продажами, так і за місцем у чарті, за всю історію гурту. Альбом відзначають як стилістичний відхід від попередніх альбомів гурту, оскільки він містить більш доступний атмосферний звук і більш виразне використання чистого вокалу.

## Передумови
У листопаді 2014 гурт Gojira переїхав до Нью-Йорка і почав розбудову своєї нової студії в боро Квінз. До квітня 2015 року будівництво студії завершилося, і гурт почав записувати музику. Однак запис альбому було призупинено, коли мати Джо Дюплантьє і Маріо Дюплантьє захворіла і померла. Гурт провів деякий час у музичних турне перед тим, як повернутися до студії і продовжити запис альбому. Мікшування альбому було завершено в лютому 2016.

## Музичний стиль і написання альбому
Маріо Дюплантьє висловився про ліричний аспект альбому так: «Читаючи тексти Джо, щодо мене, то я плачу одразу. Вони дуже глибокі й доречні. Без дурні. Ми переробляємо наші сум і депресію в нашій музиці.»
Джо Дюплантьє так висловився про загальний напрямок альбому: «Ми хочемо короткого альбому. Чогось менш епічного, аніж те, що ми зазвичай робимо. Увага людей тепер стала коротшою. Тому тривалість більшості пісень становить чотири хвилини.» Він також зазначив: «Ми маємо деякі рифи Pantera-івського типу, які є по-своєму новими для нас. Але […] ми хочемо, щоб іноді ці рифи були більш пробивними.»
Він також пояснив, що процес написання альбому Magma відрізнявся від попередніх альбомів: «Ми робимо все трохи по-іншому. Ми відкидаємо пісні, ми відкидаємо рифи, чого ми раніше ніколи не робили. [У минулому] ми б підготували 12 пісень, дісталися до студії і записали б їх точно так, як вони звучать у демо-версіях. Цього разу ми вирішили робити цю роботу по-іншому.»

## Випуск і просування
Magma була випущена 17 червня 2016, лейблом Roadrunner Records. 22 квітня 2016 гурт випустив офіційний відеокліп на пісню «Stranded», а 20 травня 2016 — офіційний відеокліп на пісню «Silvera».
7 липня 2016 гурт випустив відеокліп на закривальну композицію альбому — «Low Lands». Гурт описував цей кліп як  «інтимний і поетичний твір», а його режисування виконав Алан Дюплантьє, кузен Джо і Маріо Дюплантьє. На відео зображений «дім дитинства братів у Ондрі, Франція, поблизу штормового океану», а також «готичні та деякі символічно особисті візуальні елементи для братів Дюплантьє, Джо і Маріо, що втратили свою матір минулого літа.»

## Тури
2 травня 2016 гурт Gojira оголосив про північноамериканський музичний тур на підтримку альбому Magma. Виступи гурту будуть підтримані британським гуртом Tesseract, що грає у стилі метал, і триватиме в США та Канаді з вересня до жовтня 2016. Перед цим турне гурт зіграв «інтимне» шоу у відомому барі Saint Vitus у Нью-Йорку 14 липня. Журнал Loudwire написав, що «Нью-Йорк завжди буде домом для гурту Gojira, а його фани з'являтимуться всюди, де б вони не грали, і незалежно від розміру місця зустрічі.» Вони також повідомили, що Джо Дюплантьє висловився щодо терористичних атак у Ніцці, Франція, «що більшість з нас почули про нещастя лише увечері.» Вони також зазначили, що цей день був «гіркувато-солодким, оскільки це був також день народження басиста Жана-Мішеля Лабадьє».
7 липня 2016 гурт оголосив, що підтримуватиме Alter Bridge та Volbeat у їхньому європейському музичному турне в листопаді та грудні 2016.

## Критичне сприйняття
Magma отримала дуже позитивні відгуки від музичних критиків. На сайті Metacritic (вебсайт, що є агрегатором оглядів, і призначає середній рейтинг в межах 100 від різних музичних критиків), на основі 11 критичних оглядів, альбом отримав оцінку рейтинг 84/100, який свідчить про «всесвітнє схвалення».
В огляді Дорна Лоусона для The Guardian, автор дає альбомові оцінку 5/5, пишучи, що «Magma — це той тип альбому, яким металістам хотілося б похвалитися перед скептиками, мабуть, лише тому, що він руйнує усі звичні стереотипи, за якими цей жанр є прозаїчним і тупим.» Едріен Беґранд написав відгук для Spin у схожому, позитивному ключі для альбому, зазначивши, що в Magma гурт Gojira «ще більше розкривають свій характерний звук, найчастіше розбудовуючи пісні навколо одного віроломно причепливого рифу, і опираючись самолюбній боротьбі фантазії. Це типово для молодих виконавців у сучасному металі демонструвати дивовижні технічні навички, але не мати почуття стриманості. На противагу цьому, наразі є дуже мало таких речей, як виструнчена, мінімалістська Magma.»
Деніел Епстейн з журналу Rolling Stone зазначив, що Magma відзначає стилістичний відхід від попередніх альбомів гурту Gojira. «Значною мірою відсутніми є епічні аранжування пісень і карколомні демонстрації інструментальної магії, якими вирізнялися їхні записи аж до виходу альбому L'Enfant Sauvage 2012 року включно. Натомість нові композиції, такі як „The Shooting Star“, „Stranded“ і „Pray“ зосереджені більше на знаходженні страхітливого рифу і вижимання його до останньої краплі темряви й катарсису.» Він вказує на смерть матері Джо і Маріо Дюплантьє як на подію, що, імовірно, справила вплив на такий розвиток музики. Епстейн також порівняв цей альбом із однойменним альбомом гурту Metallica і альбомом The Hunter 2011 року гурту Mastodon, написавши, що «для тих, хто може оцінити вузькотематичний альбом у стилі хард-рок, настояний на емоціях, що часто є такими ж важкими, як і його рифи, Magma пропонує слухацький досвід, який є настільки ж корисним, наскільки терапевтичним.»
Пишучи для Pitchfork, Зої Кемп описала альбом Magma як «їхній наразі найбільш доступний випуск, мелодійно безпосередній і заряджений емоціями.» Кемп стала на бік Епстайна й інших критиків, вважаючи, що альбом є стилістичним відходом від попередніх випусків. Кемп написала, що в новому альбомі Gojira «здійснюють струнке, хитромудре перехресне зусилля, що прищеплює їхньому стрімкому металу однакову кількість мелодійної безпосередності й емоційної інтимності, в той же час зберігаючи підвалини їхньої ущипливої пишноти: складні рифи, нетипові маркери часу, лютий вокал у стилі дез-метал і, понад усе, нездоланна тривога. Новий звук значною мірою є наслідком жалоби Дюплантьє; їхня мати померла під час визрівання альбому, що змусило братів викинути з голови, а потім переглянути весь зібраний на той час матеріал — часто борючись зі слізьми під час сесій.»

## Список композицій
Автор музики і слів Gojira. 
| #     | Назва               | Тривалість |
| ----- | ------------------- | ---------- |
| 1.    | «The Shooting Star» | 5:42       |
| 2.    | «Silvera»           | 3:33       |
| 3.    | «The Cell»          | 3:18       |
| 4.    | «Stranded»          | 4:29       |
| 5.    | «Yellow Stone»      | 1:19       |
| 6.    | «Magma»             | 6:42       |
| 7.    | «Pray»              | 5:14       |
| 8.    | «Only Pain»         | 4:00       |
| 9.    | «Low Lands»         | 6:04       |
| 10.   | «Liberation»        | 3:35       |
| 43:56 |                     |            |

## Учасники
Список учасників створення альбому адаптовано із вкладиша альбому.
| Gojira - Джо Дюплантьє — вокал, гітара, флейта, продюсування, мікшування, аранжування - Крістіан Андрю — гітара - Жан-Мішель Лабадьє — баси - Маріо Дюплантьє — ударні | Додатково - Тед Дженсен — мастеринг - Йоганн Майєр — мікшування, інжиніринг - Алексіс Бертелот — додатковий інжиніринг - Вілл Патні — додатковий інжиніринг - Джеймі Юерц — додатковий інжиніринг - Тейлор Бінглі — додатковий інжиніринг - Гібікі Міязакі — дизайн обкладинки - The Visual Strategist — дизайн - Габріель Дюплантьє — фотографія гурту |

## Чарти
| Чарт (2016)                                          | Пікова позиція |
| ---------------------------------------------------- | -------------- |
| Австралія Australian Albums (ARIA)                   | 11             |
| Австрія Austrian Albums (Ö3 Austria)                 | 9              |
| Бельгія Belgian Albums (Ultratop Flanders)           | 15             |
| Бельгія Belgian Albums (Ultratop Wallonia)           | 28             |
| Канада Canadian Albums (Billboard)                   | 17             |
| Данія Danish Albums (Hitlisten)                      | 40             |
| Нідерланди Dutch Albums (MegaCharts)                 | 43             |
| Фінляндія Finnish Albums (Suomen virallinen lista)   | 5              |
| Франція French Albums (SNEP)                         | 10             |
| Угорщина Hungarian Albums (MAHASZ)                   | 31             |
| Ірландія Irish Albums (IRMA)                         | 32             |
| Італія Italian Albums (FIMI)                         | 95             |
| Нова Зеландія New Zealand Albums (Recorded Music NZ) | 26             |
| Норвегія Norwegian Albums (VG-lista)                 | 9              |
| Португалія Portuguese Albums (AFP)                   | 21             |
| Іспанія Spanish Albums (PROMUSICAE)                  | 64             |
| Швеція Swedish Albums (Sverigetopplistan)            | 26             |
| Швейцарія Swiss Albums (Schweizer Hitparade)         | 4              |
| Велика Британія UK Albums (OCC)                      | 24             |
| США Billboard 200                                    | 24             |